# La fugitiva
«La fugitiva» es una canción grabada por la cantante y compositora mexicana Natalia Lafourcade junto al cantante argentino Kevin Johansen y en una versión en vivo con Lila Downs. La canción fue escrita por Agustín Lara y producida por Cachorro López. Fue lanzada el 30 de julio de 2012 como el primer sencillo de su cuarto álbum de estudio Mujer divina.

## Video musical
El video musical oficial de «La fugitiva» fue lanzado el 24 de septiembre de 2012 en la plataforma digital YouTube, y la versión en vivo fue publicada el 25 de septiembre del mismo año. El videoclip oficial ha recibido casi de 3 millones de vistas desde su publicación, mientras que la versión con Lila Downs ha alcanzado más de 20 millones de reproducciones.

## Lista de canciones

### Descarga digital
| La fugitiva ft. Kevin Johansen — Single |               |          |  |
| N.º                                     | Título        | Duración |  |
| 1.                                      | «La fugitiva» | 3:14     |  |

### Versión en vivo
| La fugitiva ft. Lila Downs — Single |               |          |  |
| N.º                                 | Título        | Duración |  |
| 1.                                  | «La fugitiva» | 6:05     |  |